# Bakkerud Station
Bakkerud Station (Bakkerud holdeplass) var en jernbanestation på Numedalsbanen, der lå ved Bakkerud i Flesberg kommune i Norge.
Stationen åbnede som trinbræt 20. november 1927, da banen blev taget i brug. Persontrafikken på banen blev indstillet 1. januar 1989, hvorved stationen blev nedlagt.
Stationsbygningen blev opført i 1926 efter tegninger af NSB Arkitektkontor. Det er en mindre type bygning, der også var også var planlagt opført andre steder, men som imidlertid kun blev opsat på Bakkerud. Bygningen er i nyere tid solgt fra til private.